# Götteldorf

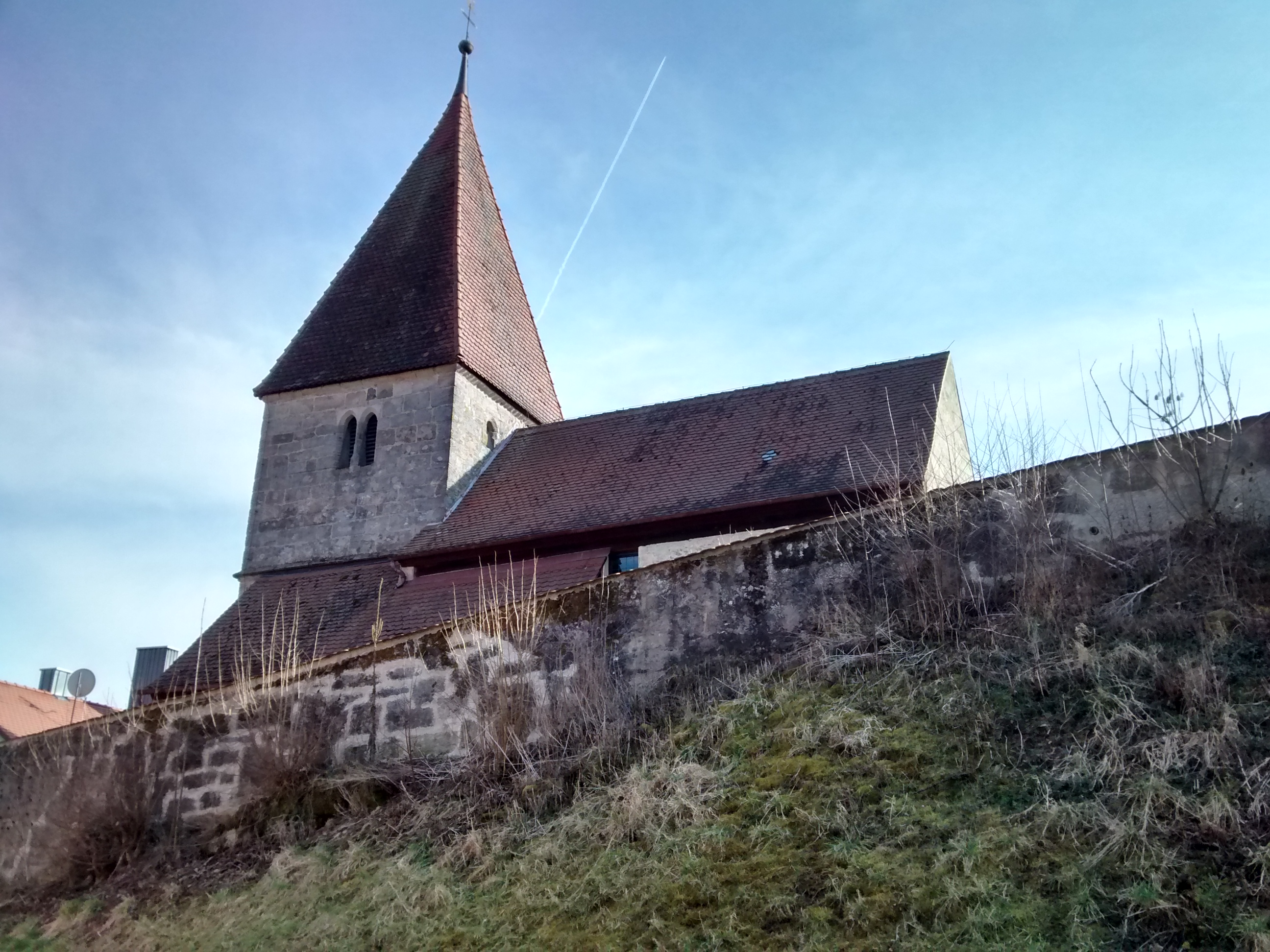
Kirche St. Leonhard (2015)

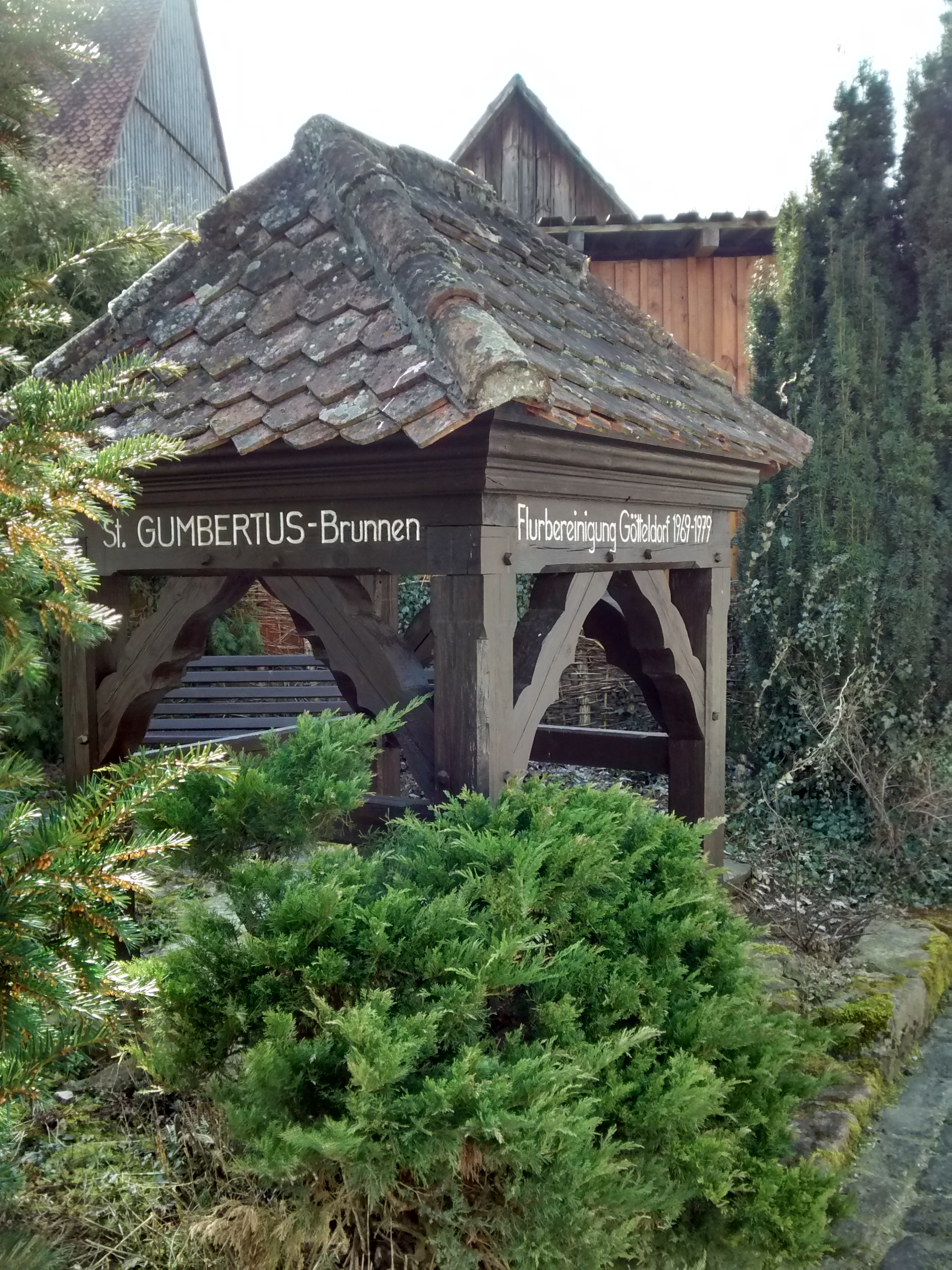
Der Gumbertusbrunnen

Götteldorf (fränkisch: Gedldorf) ist ein Gemeindeteil des Marktes Dietenhofen im Landkreis Ansbach (Mittelfranken, Bayern). Die Gemarkung Götteldorf hat eine Fläche von 5,950 km². Sie ist in 529 Flurstücke aufgeteilt, die eine durchschnittliche Flurstücksfläche von 11.246,70 m² haben. In ihr liegt neben dem namensgebenden Ort der Gemeindeteil Methlach.

## Geografie
Im Kirchdorf fließen der Konradsbach (links), der Lerchenbach und der Feldgraben (rechts) zum Kanzelbach zusammen, der ein rechter Zufluss der Bibert ist. Im Südosten erhebt sich der Ritterbuck, 0,5 km östlich liegen der Dennenweiher in einer Flurbucht im Bayreuther Holz.
Gemeindeverbindungsstraßen führen nach Andorf (1,4 km nordwestlich), nach Ebersdorf zur Kreisstraße AN 24 (1,5 km nordöstlich), nach Rüdern (2,7 km südöstlich), zur Staatsstraße 2255 bei Rosenberg (2,1 km westlich) und zur Kreisstraße AN 17 in der Nähe von Adelmannsdorf (2 km südlich).

## Geschichte
Erstmals bezeugt wurde der Ort 1265 in einer Schenkungsurkunde als „Gotelndorf apud Lewenrode“, in der Wolfram von Dornberg dem Kloster Heilsbronn ein Gut vermachte. Der Zusatz „apud Lewenrode“ (bei Leonrod) diente wohl zur Unterscheidung von dem in der Nähe liegenden Göddeldorf. Das Bestimmungswort des Ortsnamens ist der Personenname Godilo, der als Gründer des Ortes anzunehmen ist.
Götteldorf hatte seit 1625 eine einklassige Volksschule, deren erster Lehrer Hans Neubronner war. 1954 wurde noch ein neues Schulhaus gebaut. Wenig später wurde die Schule aufgelöst.
Im Jahre 1650 kamen österreichische Glaubensflüchtlinge und halfen das durch den Dreißigjährigen Krieg in Mitleidenschaft gezogene Götteldorf wieder aufzubauen.
Gegen Ende des 18. Jahrhunderts gab es in Götteldorf 24 Anwesen. Das Hochgericht übte das brandenburg-bayreuthische Stadtvogteiamt Markt Erlbach im begrenzten Umfang aus. Es hatte ggf. an das brandenburg-ansbachische Hofkastenamt Ansbach auszuliefern. Die Dorf- und Gemeindeherrschaft hatte das brandenburg-bayreuthische Kastenamt Dietenhofen. Grundherren waren das Fürstentum Bayreuth (Kastenamt Dietenhofen: 6 Güter, 1 Tafernwirtschaft, 1 Schmiedegut, 1 Leerhaus; Kastenamt Neuhof: 1 Gut; Kirche Götteldorf: 4 Güter), das Rittergut Neudorf der Herren von Leonrod (1 Hof, 5 Halbhöfe, 1 Gut), das Landesalmosenamt der Reichsstadt Nürnberg (1 Hof, 1 Gut) und der Nürnberger Eigenherr von Oelhafen (1 Gut). Neben den Anwesen gab es noch die Kirche und kommunale Gebäude (Schulhaus, Zehntscheuer, Hirtenhaus, Brechhaus). Es gab zu dieser Zeit 20 Untertansfamilien. Von 1797 bis 1808 unterstand der Ort dem Justiz- und Kammeramt Ansbach.
Im Jahre 1806 kam Götteldorf an das Königreich Bayern. Im Rahmen des Gemeindeedikts wurde Götteldorf dem 1808 gebildeten Steuerdistrikt Unternbibert und der 1811 gegründeten Ruralgemeinde Unternbibert zugeordnet. Mit dem Zweiten Gemeindeedikt (1818) entstand die Ruralgemeinde Götteldorf, zu der Methlach und Ziegelhütte gehörten. Die Gemeinde war in Verwaltung und Gerichtsbarkeit dem Landgericht Ansbach zugeordnet und in der Finanzverwaltung dem Rentamt Ansbach (1919 in Finanzamt Ansbach umbenannt).
Im Jahre 1833 beantragten Götteldorf, Sondernohe, Unternbibert und Virnsberg einen Wechsel zum Landgericht Markt Erlbach, was jedoch abgelehnt wurde. Ab 1862 gehörte Götteldorf zum Bezirksamt Ansbach (1939 in Landkreis Ansbach umbenannt). Die Gerichtsbarkeit blieb bis 1870 beim Landgericht Ansbach, von 1870 bis 1879 war das Stadt- und Landgericht Ansbach zuständig, seit 1880 ist es das Amtsgericht Ansbach. Die Gemeinde hatte eine Gebietsfläche von 5,954 km². Im Zuge der Gebietsreform in Bayern wurde Götteldorf am 1. Mai 1978 nach Dietenhofen eingemeindet.

### Baudenkmäler
- evangelisch-lutherische Filialkirche St. Leonhard, die im 13. Jahrhundert als Wehrkirche errichtet wurde und erhalten geblieben ist, jedoch mit einigen Umbauten im Inneren der Kirche[19]
- Friedhofsmauer[19]
- Gumbertusbrunnen, nachmittelalterlich, inmitten des Ortes mit alter Quadersteinfassung[19]

### Einwohnerentwicklung
Gemeinde Götteldorf
| Jahr      | 1818   | 1840   | 1852   | 1855   | 1861   | 1867   | 1871   | 1875   | 1880   | 1885   | 1890   | 1895   | 1900   | 1905   | 1910   | 1919   | 1925   | 1933   | 1939   | 1946   | 1950   | 1952   | 1961   | 1970   |
| Einwohner | 182    | 181    | 179    | 178    | 178    | 172    | 165    | 174    | 178    | 164    | 145    | 149    | 159    | 161    | 180    | 165    | 161    | 155    | 150    | 242    | 224    | 199    | 147    | 146    |
| Häuser    | 29     | 33     |        |        |        |        | 32     |        |        | 32     | 32     |        | 32     |        |        |        | 30     |        |        |        | 31     |        | 32     |        |
| Quelle    | [ 21 ] | [ 22 ] | [ 23 ] | [ 23 ] | [ 24 ] | [ 25 ] | [ 26 ] | [ 27 ] | [ 28 ] | [ 29 ] | [ 30 ] | [ 23 ] | [ 31 ] | [ 23 ] | [ 32 ] | [ 23 ] | [ 33 ] | [ 23 ] | [ 23 ] | [ 23 ] | [ 34 ] | [ 23 ] | [ 16 ] | [ 35 ] |

Ort Götteldorf
| Jahr      | 001818 | 001840 | 001861 | 001871 | 001885 | 001900 | 001925 | 001950 | 001961 | 001970 | 001987 | 002005 | 002013 |
| Einwohner | 162    | 165    | 165    | 153    | 152    | 149    | 150    | 210    | 142    | 143    | 132    | 143    | 135    |
| Häuser    | 26     | 29     |        |        | 29     | 29     | 28     | 29     | 30     |        | 30     |        |        |
| Quelle    | [ 21 ] | [ 22 ] | [ 24 ] | [ 26 ] | [ 29 ] | [ 31 ] | [ 33 ] | [ 34 ] | [ 16 ] | [ 35 ] | [ 36 ] | [ 37 ] | [ 1 ]  |

## Religion
Der Ort ist seit der Reformation evangelisch-lutherisch geprägt und nach St. Andreas gepfarrt. Die Einwohner römisch-katholischer Konfession waren ursprünglich nach St. Dionysius gepfarrt, seit den 1980er Jahren ist die Pfarrei St. Bonifatius zuständig.